# Martin Kierszenbaum
Martin Kierszenbaum, även känd under sin pseudonym Cherry Cherry Boom Boom, är en amerikansk musikentreprenör som är grundare av musikbolaget Cherrytree Music Company. Utöver sin karriär inom musikindustrin så är han även aktuell som låtskrivare och producent och har jobbat med kända namn så som Lady Gaga, Sting, Madonna, Mylène Farmer, Tokio Hotel, Far East Movement, Robyn, Paradiso Girls, Flipsyde, Ivy Levan, Ai Colette Carr, Alexandra Burke och Natalia Kills. 
Cherry Tree Music Company har idag kontor i Los Angeles samt New York och under skivbolaget har han jobbat med artister som LMFAO, Disclosure, Ellie Goulding, La Roux och Tatu.